# Eudocie Comnène (fille d'Alexis Ier)
Pour les articles homonymes, voir Eudoxie et Eudocie.
Eudocie Comnène (en grec : Εὐδοκία Κομνηνή, 14 janvier 1094 - vers 1129) est la troisième fille de l'empereur byzantin Alexis Ier Comnène.

## Biographie
Eudocie Comnène est née le 14 janvier 1094. Elle est la troisième fille et le sixième enfant de l'empereur Alexis Ier et de l'impératrice Irène Doukas. Alors que ses parents gouvernent depuis 1081, elle reçoit le titre de princesse porphyrogénète,.
En 1109 ou peu après, elle se marie au fils du curopalate Constantin Iasitès, probablement dénommé Michel. Toutefois, cette union est rapidement annulée par l'impératrice Irène car Iasitès ne respecterait ni sa femme ni l'impératrice et se comporte envers elles de manière inappropriée étant donné leurs rangs. De ce fait, selon Jean Zonaras, Irène profite de ce que sa fille tombe malade pour la confiner dans un couvent et expulser Iasitès du palais,. De ce mariage, elle a quand même eu au moins deux enfants dont les noms ne nous sont pas parvenus.
Ces événements interviennent avant 1116 car, à cette date, Irène dédicace la première partie du typikon du monastère Kecharitomène et le place, ainsi que le monastère, sous le patronage d'Eudocie,. Celle-ci est auprès de son père quand il est sur son lit de mort en août 1118. Elle meurt avant 1130-1131. L'historien Konstantinos Varzos situe sa mort autour de 1129.